# Onthophagus nasonis
Onthophagus nasonis es una especie de insecto del género Onthophagus, familia Scarabaeidae, orden Coleoptera.

## Historia
Fue descrita científicamente por Kabakov en 1998.